# Amblyaspis aliena
Amblyaspis aliena är en stekelart som först beskrevs av Nees von Esenbeck 1834.  Amblyaspis aliena ingår i släktet Amblyaspis och familjen gallmyggesteklar. Inga underarter finns listade i Catalogue of Life.